# Higher
„Higher“ je píseň britské popové skupiny The Saturdays. Píseň pochází z jejich třetího studiového alba Headlines!. Vypomohl jim americký rapper Flo Rida. Produkce se ujal producent Arnthor Birgisson.

## Hitparáda
| Země    | Umístění |
| ------- | -------- |
| Evropa  | 16       |
| Irsko   | 11       |
| Skotsko | 9        |
| Anglie  | 10       |